# アバンガルド (極超音速滑空体)

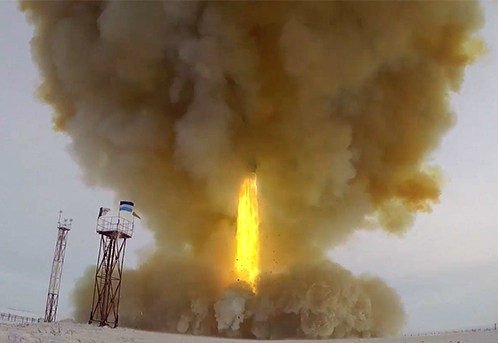
アバンガルドシステムを搭載したUR-100Nミサイル発射の様子（2018年12月26日、ドンバロフスキー発射基地）

アバンガルド (ロシア語: Авангард、ラテン文字転写例：Avangard)はロシアが開発した極超音速滑空体(HGV)であり、通常弾頭または核弾頭の搭載が可能である。オブイェークト4202　(Objekt 4202)、Yu-71 または Yu-74 とも呼ばれる。
アバンガルドは、2018年3月1日にロシア連邦大統領ウラジーミル・プーチンが年次教書演説の中で発表した6つの新型戦略兵器の1つである。

## 概要
UR-100NやR-36、RS-28などの重ICBMに搭載して発射される。発射後、搭載するスクラムジェットエンジンで加速して極超音速飛行を行う。
アバンガルドはマッハ20以上の超高速で飛行し、あらゆるミサイル防衛システムをも回避・突破しうる高い機動性も有する。

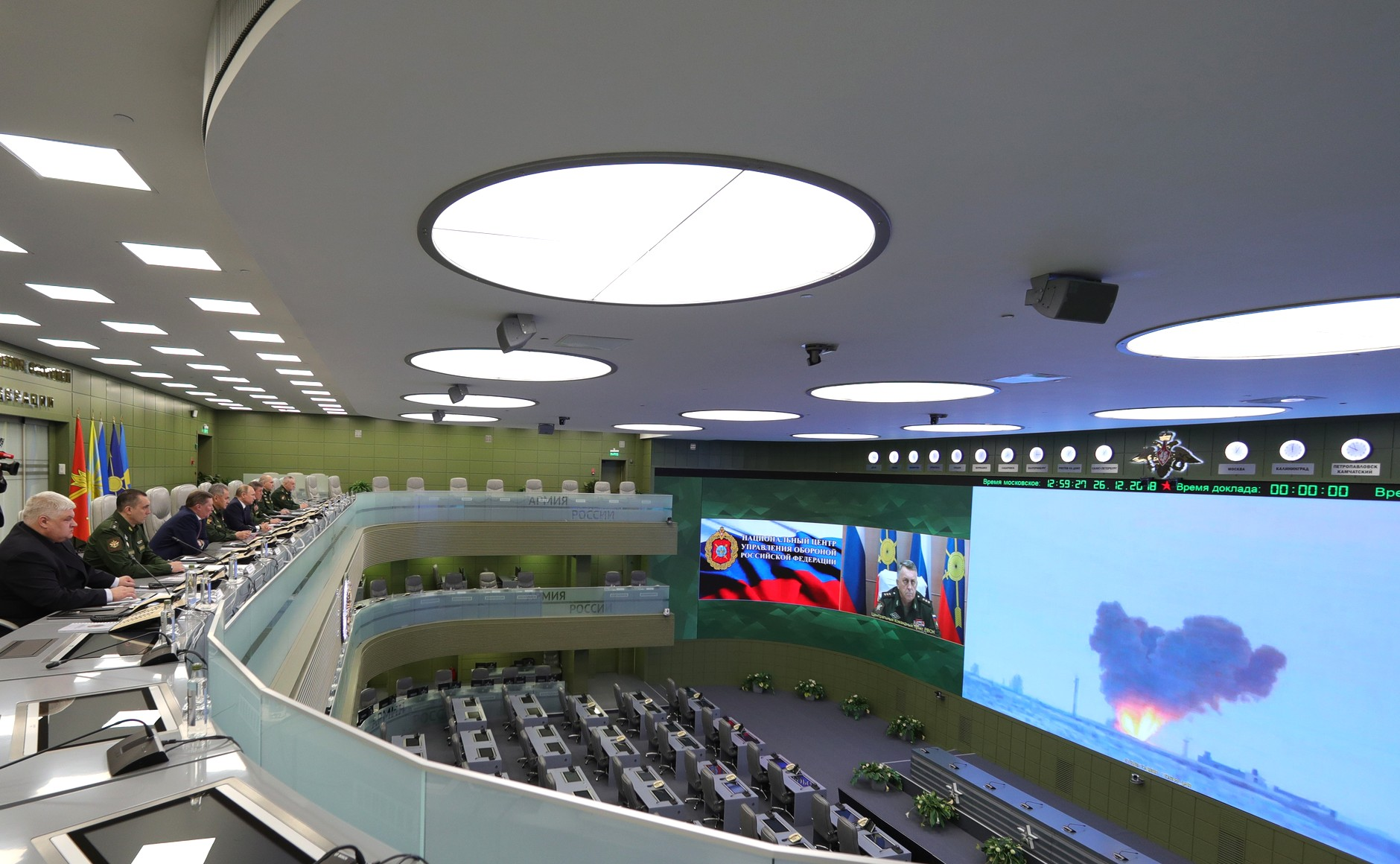
2018年12月26日の試射はウラジーミル・プーチン大統領の観閲のもと行われた。

アバンガルドは2018年末から2019年頭にかけて配備に就く予定とされていた。ロシア連邦大統領ウラジーミル・プーチンは2018年3月1日に連邦議会での演説で、試験が完了して量産体制に入っていると発表した。ロシア軍もそれを認め、ロシア戦略ロケット軍司令官セルゲイ・カラカエフ中将も「アバンガルドシステムの試験は完了している」としている。
また、プーチン大統領は演説の中で、アバンガルドは「隕石あるいは火の玉のように」目標に到達し、ミサイル防衛システムはもはや無力である、と述べている。
2018年11月29日、ロシア国営イタルタス通信はロシア軍産複合体筋の情報として、2019年中にはUR-100N発射機を含むアバンガルドシステムが2基配備されると報じた。同筋によると、2027年にはそれぞれアバンガルドシステムを搭載したUR-100N6基を装備した2個ミサイル連隊がオレンブルクのミサイル師団に配置される予定であるが、2個連隊という数は最終決定ではなく、国際情勢により変わりうるという。

## 設計
アバンガルドは、最終飛行試験後の間、マッハ27にまで達して操縦するようデモンストレーションがなされてきた。